# Брудна гра
Брудна гра — роман каталонського письменника Мануеля де Педроло, опублікований у 1965 році  що належить до жанру детективного роману. Перше видання роману було опубліковано того ж року в збірці чорних романів «Солом'яний хвіст», яка також була написана Мануелем де Педроло.

## Структура[2]
Роман складається з чотирьох глав під назвою «Задум», «Втілення», «Пошук» та «Пояснення» ; саме в останній главі автор розставляє усі точки над і, де інтрига досягає повної кульмінації.

## Сюжет[3]
Ксав’єр і Джуна, дві особистості з дуже різними характерами, потрапляють в гру любові та інтересів.
Брудна Гра — це детективний роман, який розповідає про Ксав’єра, що закохується у незнайомку Джуну настільки, що готовий піти на вбивство за її проханням. Події відбуваються в місті Барселона (Іспанія). Він розділений на чотири глави: «Задум», де відбувається зав'язка, «Втілення» та «Пошук», які відповідатимуть вузлу, та «Пояснення», які виступатимуть у ролі заключного епілогу та будуть розв’язкою. У розповіді він використовує голос головного героя-оповідача, який часто використовує внутрішній монолог. Прагнення Ксав'єра до кохання та прагнення Джуни до соціального підйому через гроші є головними рушійними силами дії.

## Персонажі
Ксав’єр — сумний молодий хлопець, ідеальна жертва кохання. Він вкрай самовпевнена людина, моральні цінності якої виявилися надто слабкими, бо з власній волі іде на поводу у Джуни.
Джуна — одружена жінка, яку переповняють амбіції. Вона завжди прагне досягти своїх цілей, не зважаючи ні на що.

## Оповідачі
В романі Брудна гра використовується дієгетичний оповідач, який показує події від першої особи. Увесь роман розповідається з точки зору Ксав'єра, тому ми бачимо історію його закоханими очима.

## Місце[2]
Дії відбувається переважно в Барселоні, в міському транспорті, парках, кінотеатрах і вулицях. Також вказані такі місця, як Проспект Діагональ, Площа Гала Пласідія, район Санта-Колома та вежа в Бадалоні.